# 助学贷款
助学贷款，又稱就學貸款、學生貸款或學貸，指的是學生為支付學雜費、書籍費及住宿費等就學期間所需的金錢，而向政府或金融機構所申請的貸款，大多在畢業後才需開始清償。有些國家會為申請的學生負擔在學期間的利息，而利率通常較一般商業性質貸款低。與一般貸款一樣，若不依約清償則會造成債信不良，可能會影響日後申請信用卡或其他金融往來。

## 香港
有私人企業為學生提供相對低利息的貸款產品，為學生提供資金應付不同的開支，如繳交學費、宿舍費、交流計劃費用等，以讓學生過更充實的校園生活。

## 中國大陸
由国家开发银行向贫困生提供助学贷款。国家助学贷款由政府主导、财政贴息、财政和高校共同给予银行一定风险补偿金，银行、教育行政部门与高校共同操作，以帮助高校家庭经济困难学生支付学生在校学习期间所需的学费、住宿费的银行贷款。国家助学贷款是信用贷款，学生不需要办理贷款担保或抵押，但需要承诺按期还款，并承担相关法律责任。

## 文內注釋
1. ↑  .   [2015-02-13]. （原始内容存档于2021-04-20）.
2. ↑  大專學生資訊貸款平台  请检查|url=值 (帮助).   [2021-12-03]. （原始内容存档于2021-12-03） （美国英语）.
3. ↑  . math.hzu.edu.cn.   [2021-02-05]. （原始内容存档于2021-02-09）.